# Camedo
Camedo ist ein Ortsteil in der politischen Gemeinde Centovalli im Kreis Melezza, im Bezirk Locarno des Kantons Tessin in der Schweiz. Camedo liegt an der Grenze zum Piemont (Italien).

## Geographie
Das Dorf liegt auf einer Terrasse am Südhang des Centovalli, etwa 600 m ü. M. Das ehemalige Grenzdorf, in dem heute ganzjährig um die zwanzig Personen leben, ist dank dem Bahnhof der Centovallibahn und dem Wanderweg «Via del Mercato» in erster Linie ein Erholungsort und ein beliebtes Ziel für Wanderer.

## Geschichte
Camedo wird bereits 1297 als Camédum erwähnt. Nach der Teilung der Gemeinde Centovalli im Jahr 1838 wurde Camedo ein Ortsteil der damals geschaffenen Comune di Borgnone. Diese Situation wurde im Jahr 2009 behoben, als die Gemeinde Centovalli mit ihren 19 Ortsteilen am 8. April 2009 mit Zustimmung des Staatsrates neu gebildet wurde.
1964 wurde in Camedo eine kleine Textilfabrik errichtet.

## Sehenswürdigkeiten
- Die Kirche von Camedo, wahrscheinlich im 17. Jahrhundert erbaut, ist San Lorenzo gewidmet. 1725 wurde über dem Freskenportal mit dem Schutzpatron ein Portikus im toskanischen Stil hinzugefügt. Im Innern der Kirche befindet sich ein Altarbild aus Stuckmarmor, das San Lorenzo und ein Antependium (Vorhang) darstellt, aus der Mitte des 18. Jahrhunderts, signiert von Giuseppe Maria Pancaldi.

## Wirtschaft und Infrastruktur
Der Bahnhof Camedo der Ferrovie Autolinee Regionali Ticinesi (FART) ist ein Bahnhof der Locarno-Domodossola-Bahn («Centovallina»).
Camedo ist aus Richtung Italien die erste Station der Centovallibahn auf Schweizer Boden.

## Bilder

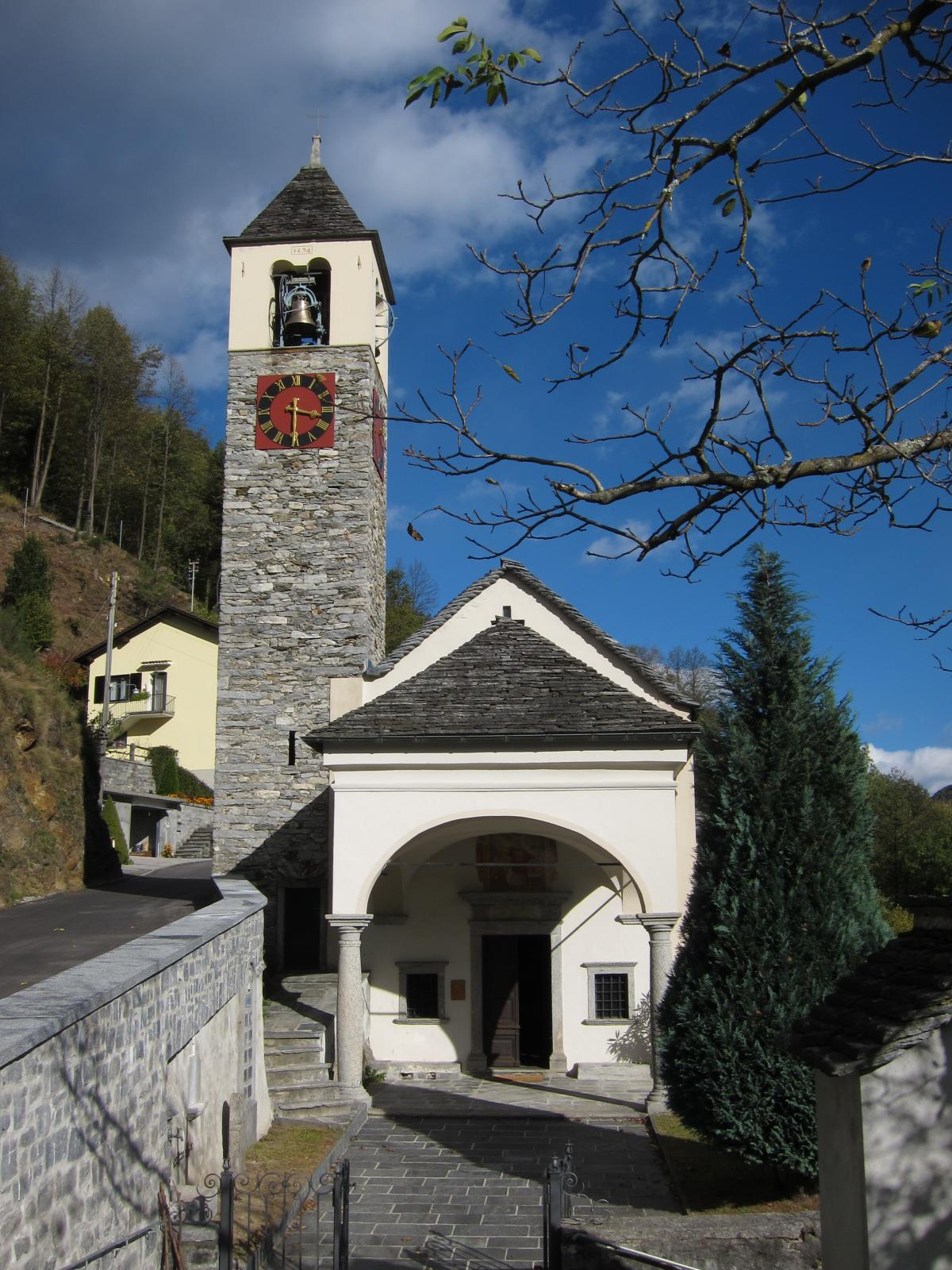
Kirche San Lorenzo
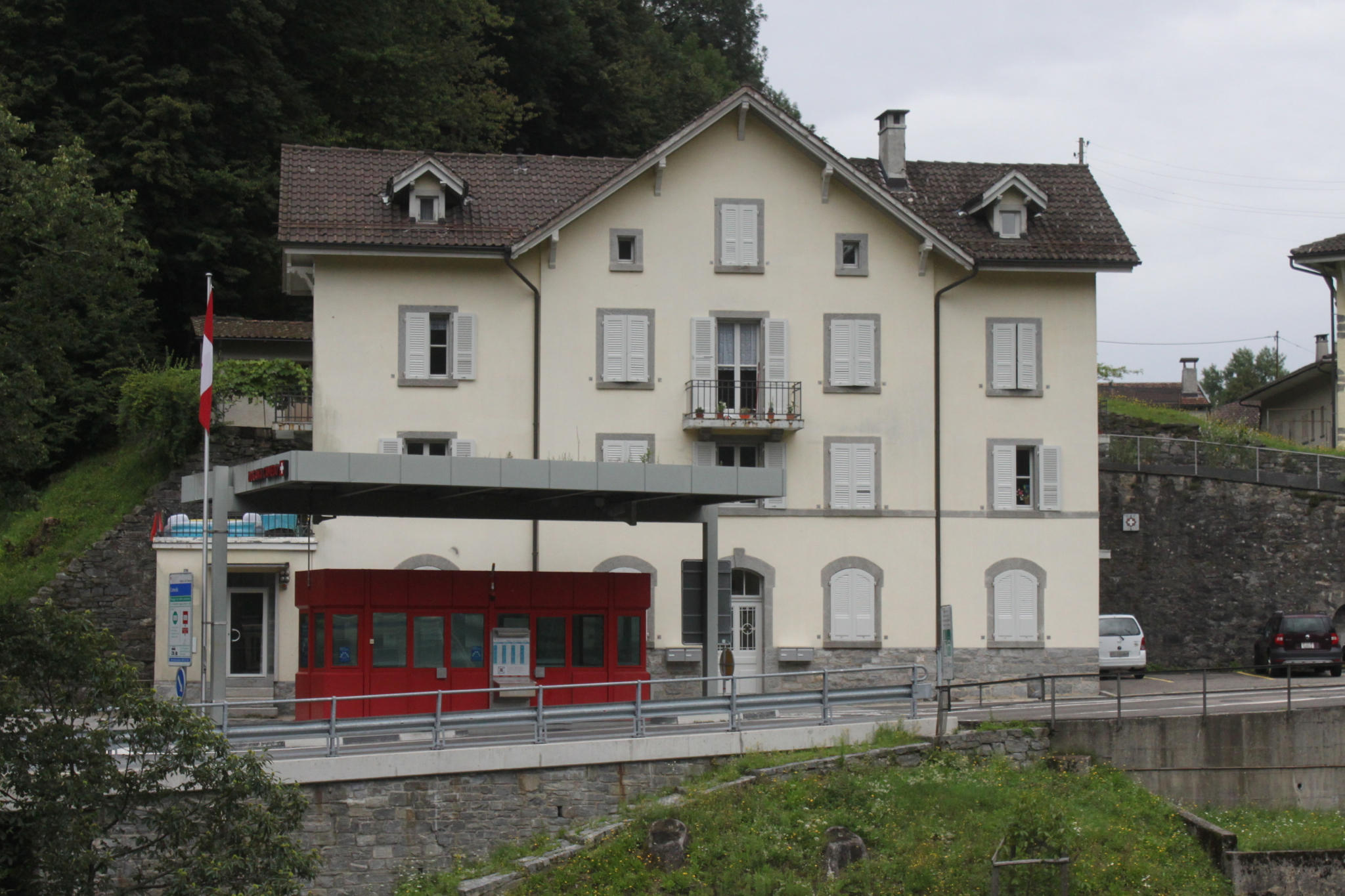
Zoll Camedo
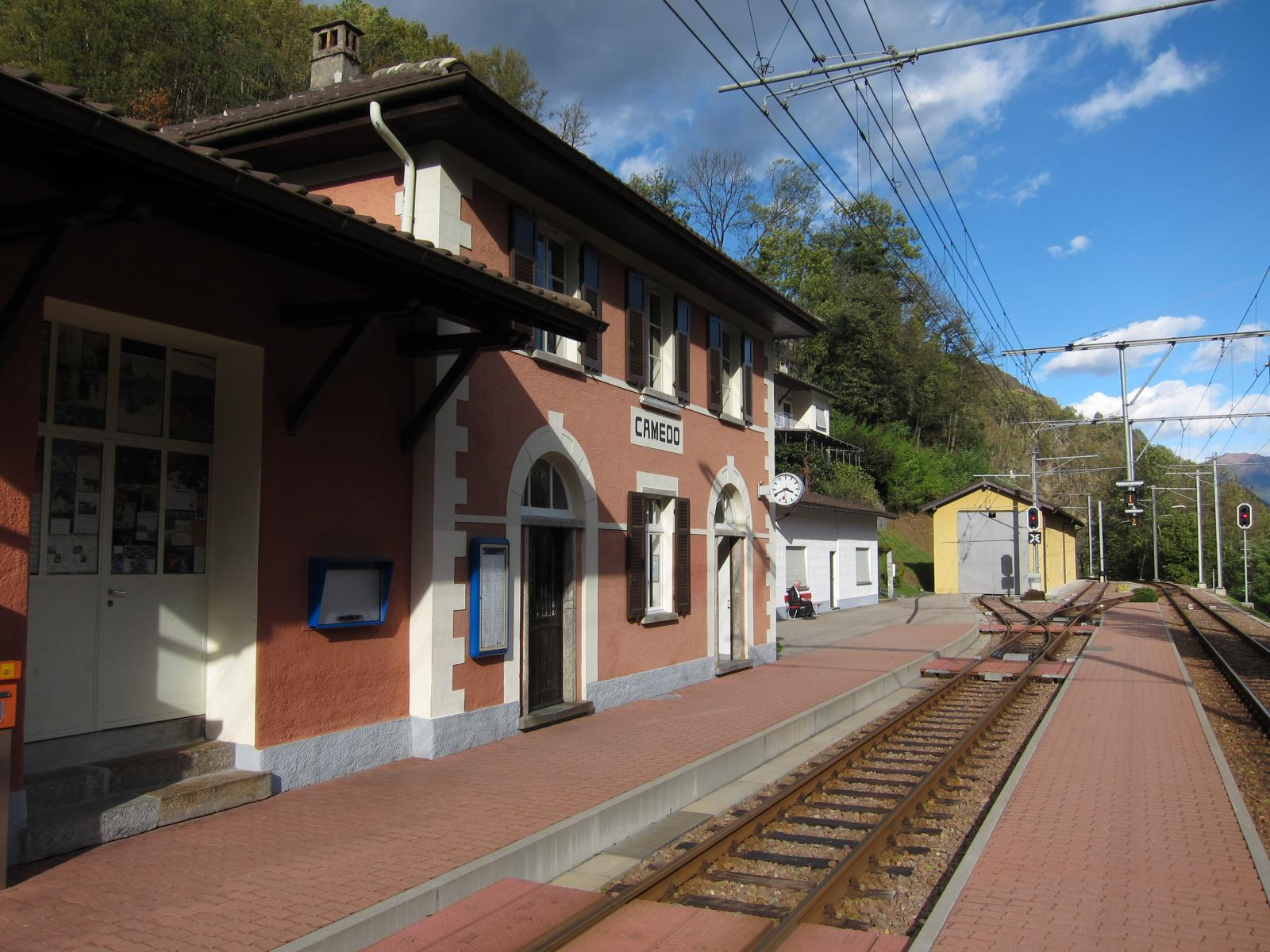
Bahnhof Camedo
Werner Friedli (Fotograf): Camedo, Borgnone, Costa, historisches Luftbild (1953)
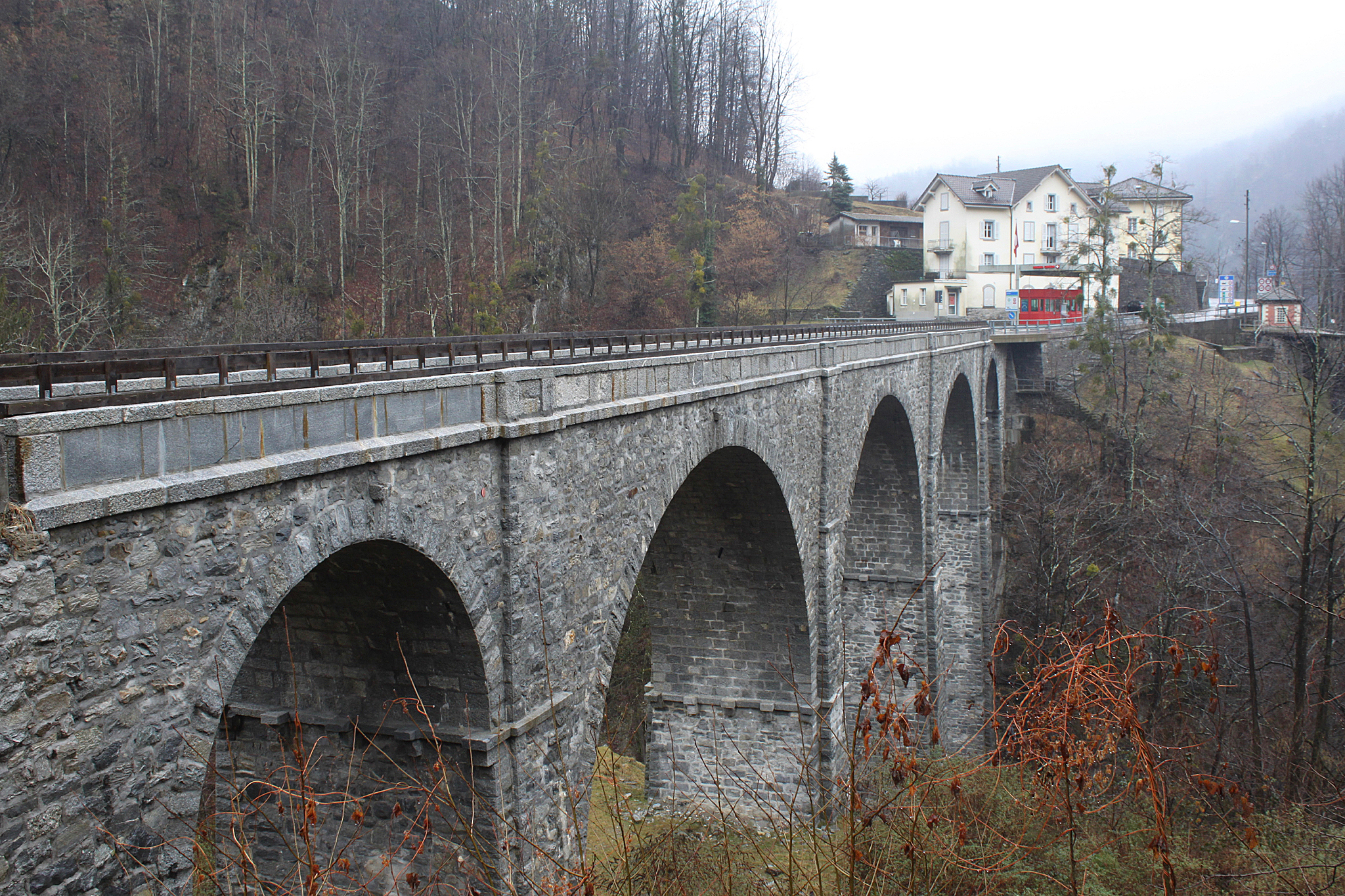
Ribellascabrücke